# ال‌ا فلا (سی‌ام ۱۲)
ال‌ا فلا (سی‌ام ۱۲) (به انگلیسی: LÉ Fola (CM12)) یک کشتی بود که طول آن ۴۲٫۶۷ متر (۱۴۰٫۰ فوت) overall بود. این کشتی در سال ۱۹۵۵ ساخته شد.